# 努曼西亚
努曼西亚（西班牙語：Numancia）是一座消失了的凯尔特伊比利亚城市。遗址位于如今的西班牙索里亚省以北的加拉伊穆尔拉山（el Cerro de la Muela）。
努曼西亚因其在凯尔特伊比利亚战争中与罗马共和国的对抗而为人熟知。公元前153年，由于努曼西亚收留了一些来自塞戈达的贝罗（bello）部落的难民，它与罗马入侵者发生了第一次严重的冲突。在卡洛·德塞戈达的指挥下，成功击溃了由罗马执政昆图斯·富尔维乌斯·诺比利奥尔（Quinto Fulvio Nobilior）率领的三万大军。但卡洛本人在战斗中不幸牺牲。
努曼西亚人在其后的二十年内击退了罗马军队持续不断的进攻，罗马元老院于公元前134年任命小西庇阿（征服非洲的小西庇阿）摧毁努曼西亚城。小西庇阿依靠塔楼、壕沟、拒马等等布置了长达9公里的包围圈。在13个月的断粮和疾病饥饿肆虐之后，努曼西亚人决定结束这种状况。绝大部分的居民选择自杀，以示自由地死去要远胜沦为罗马人的奴隶；數百人选择投降，在小西庇阿军中充当奴隶。